# Oligota latipennis
Oligota latipennis är en skalbaggsart som beskrevs av Sharp 1908. Oligota latipennis ingår i släktet Oligota och familjen kortvingar. Inga underarter finns listade i Catalogue of Life.